# Bezirk Hohenelbe
Der Bezirk Hohenelbe (tschechisch Okresní hejtmanství Vrchlabí, politický okres Vrchlabí) war ein Politischer Bezirk im Königreich Böhmen. Der Bezirk umfasste Gebiete im Norden Böhmens, die im heutigen Okres Jičín an der Grenze zu Polen liegen. Sitz der Bezirkshauptmannschaft war die Stadt Hohenelbe (Vrchlabí). Das Gebiet gehörte seit 1918 zur neu gegründeten Tschechoslowakei und ist seit 1993 Teil Tschechiens.

## Geschichte
Die modernen, politischen Bezirke der Habsburgermonarchie wurden 1868 im Zuge der Trennung der politischen von der judikativen Verwaltung geschaffen.
Der Bezirk Hohenelbe wurde 1868 aus den Gerichtsbezirken Arnau (tschechisch soudní okres Hostinn) und Hohenelbe (Vrchlabí) gebildet.
Im Bezirk Hohenelbe lebten 1869 40.191 Personen, wobei der Bezirk ein Gebiet von 6,1 Quadratmeilen und 31 Gemeinden umfasste.
1900 beherbergte der Bezirk 44.220 Menschen, die auf einer Fläche von 359,64 km² bzw. in 38 Gemeinde lebten.
Der Bezirk Hohenelbe umfasste 1910 eine Fläche von 359,64 km² und beherbergte eine Bevölkerung von 45.550 Personen. Von den Einwohnern hatten 1910 43.275 Deutsch als Umgangssprache angegeben. Weiters lebten im Bezirk 1.555 Tschechischsprachige und 720 Anderssprachige oder Staatsfremde. Zum Bezirk gehörten zwei Gerichtsbezirke mit insgesamt 35 Gemeinden bzw. 38 Katastralgemeinden.

## Gemeinden
Der Bezirk Hohenelbe umfasste Ende 1914 die 35 Gemeinden Arnsdorf (Arnultovice), Friedrichsthal (Bedřichov), Polkendorf (Bolkov), Kleinborowitz (Borovnička), Tschermna (Čermná), Schwarzenthal (Černý Důl), Kottwitz (Chotěvice), Lauterwasser (Čistá), Oels Döberney (Debrné), Hennersdorf (Dolní Branná), Niederprausnitz (Dolní Brusnice), Niederhof (Dolní Dvůr), Niederlangenau (Dolní Lánov), Niederöls (Dolní Olešnice), Forst (Fořt), Hackelsdorf (Herlíkovice), Oberhohenelbe (Hořejší Vrchlabí), Oberprausnitz (Horní Brusnice), Oberlangenau (Horní Lánov), Oberöls (Horní Olešnice), Arnau (Hostinné), Mohren (Javorník), Mönchsdorf (Klášterská Lhota), Pelsdorf (Kunčice), Krausebauden (Labská), Harta (Podhůří), Ochsengraben (Přední Labská), Proschwitz (Prosečné), Mittellangenau (Prostřední Lánov), Hermannseifen (Rudník), Anseith (Souvrať), Spindelmühle (Špindlerův Mlýn), Pommerndorf (Strážné), Hohenelbe (Vrchlabí) und Switschin (Zvičina).